# Svartpannad strandpipare
Svartpannad strandpipare (Charadrius melanops) är en vadarfågel i familjen pipare som förekommer i Australien och Nya Zeeland.

## Utseende och läte
Svartpannad strandpipare är en liten (16–18 cm) pipare med svart bröstband och panna, röd näbb med svart spets och kastanjefärgad skulderfläck. I flykten syns vitt vingband och rostfärgad övergump. Ungfågeln har ett tydligt vitt ögonbrynsstreck och saknar både skulderfläcken och bröstbandet, men har istället rostfärgade vingtäckare. Lätet är ett ljust och metalliskt "tink-tink" eller snabba "tik-ik-ik...".

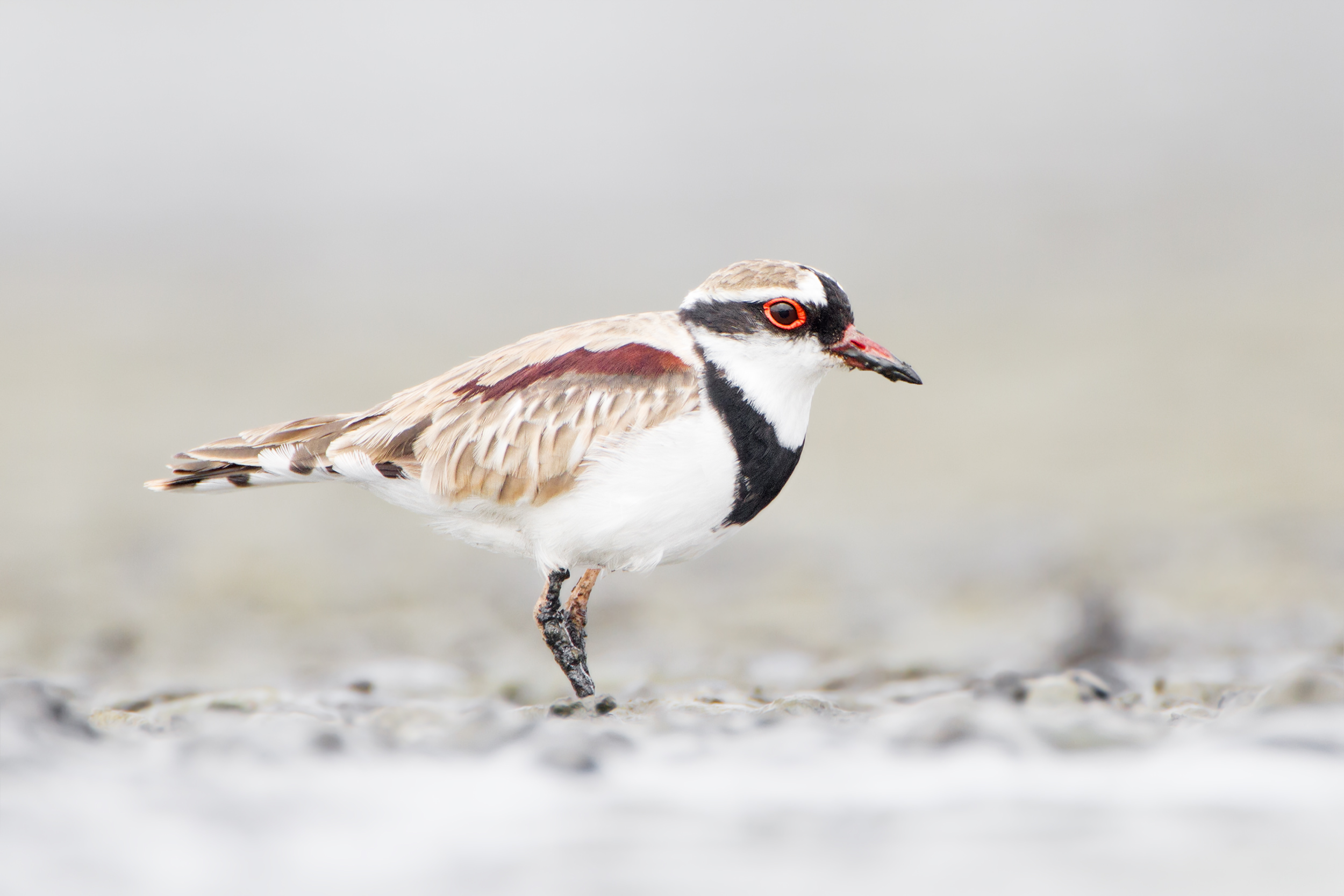

## Utbredning och systematik
Fågeln förekommer i Australien (förutom torra områden), Tasmanien och Nya Zeeland. Tillfälligt har den påträffats i Indien. Den behandlas som monotypisk, det vill säga att den inte delas in i några underarter.

### Släktskap
Svartpannad strandpipare placeras traditionellt som enda art i släktet Elseyornis. Flera genetiska studier har dock visat att den tillhör en klad där även svarthuvad strandpipare och chathampipare i Thinornis ingår, men även några arter tidigare placerade i Charadrius. Dessa har förenats i ett och samma släkte, där Thinornis har prioritet.

## Levnadssätt
Svartpannad strandpipare påträffas i inlandet utmed dammar och sjöar, mer sällan vid saltvatten. Den lägger två till tre fint prickiga umbrafärgade ägg i en uppskrapad grop i marken, ibland långt från vatten.

## Status och hot
Arten har ett stort utbredningsområde och en stor population, och tros öka i antal. Utifrån dessa kriterier kategoriserar internationella naturvårdsunionen IUCN arten som livskraftig (LC).